# Hans-Peter Bögel
Hans-Peter Bögel; auch Hans Peter Bögel (* 1941 in Hamburg) ist ein deutscher Schauspieler, Fernseh- und Hörspielsprecher sowie Radioregisseur.

## Leben
Hans-Peter Bögel hatte nach seinem Schauspielstudium in Hamburg zunächst verschiedene Theaterengagements. Seit 1975 ist er als freier Schauspieler, Sprecher und Regisseur für Rundfunk und Fernsehen tätig.
Er wirkte als Sprecher und Regisseur an zahlreichen Radio-Hörspielen und -Features vor allem des Süddeutschen Rundfunks und des Südwestfunks (SDR und SWF, seit 1998 SWR) mit. Beispielsweise sprach er in der Radio-Collage Die heiße Luft der Spiele (1972) von Ror Wolf oder dem Hörspiel Die Bienenkönige (1976) von Elfriede Jelinek. Auch an Der Herr der Ringe (1991) nach J. R. R. Tolkien, einer der aufwändigsten Hörspielproduktionen überhaupt, wirkte er mit.
Bögel hat sich seit den 1970er Jahren außerdem regelmäßig für Kinderhörspiele engagiert und dabei gelegentlich auch Regie geführt. Zwei der so entstandenen Hörspiele erhielten 1985 und 1988 jeweils den terre des hommes Kinderhörspielpreis.
Seit Ende der 1970er Jahre hat sich Bögel zudem auf dem Hörbuchmarkt etabliert. Er hat unter anderem Das Parfum (1986) von Patrick Süskind, Anmerkungen zu Hitler (1987) von Sebastian Haffner und Jesus von Nazareth (2007) von Joseph Ratzinger eingelesen. Zu seinen sicherlich bemerkenswertesten Leistungen auf diesem Gebiet gehört die insgesamt 47-stündige Lesung von Golo Manns Wallenstein. Sein Leben (1986).
1988/1989 sprach er die Texte für die deutschsprachige Ausgabe der international bekannten Vogelstimmen-Platten von Jean-Claude Roché.
Einem Millionenpublikum ist Hans-Peter Bögel zudem als Off-Stimme aus zahlreichen Natur- und Geschichts-Dokumentarfilmen – etwa der ZDF-Reihe Terra X oder Meilensteine der Naturwissenschaft und Technik – bekannt. Da er konsequent nicht als Synchronsprecher arbeitet, verbinden die Zuschauer mit seiner sonoren, ruhigen Stimme nicht das Gesicht bekannter internationaler Filmschauspieler. Als Schauspieler zu sehen war Bögel in Film und Fernsehen hingegen nur ganz selten. Er veranstaltet regelmäßig auch Lesungen.
Von 1985 bis 2007 lehrte Bögel als Professor für Schauspiel an der Staatlichen Hochschule für Musik und darstellende Kunst Stuttgart.
Hans-Peter Bögel lebt in Stuttgart und Nordfriesland.

## Auszeichnungen
Zwei unter seiner Regie entstandene Hörspiele erhielten den terre des hommes Kinderhörspielpreis:
- 1985: Himbeeren in Buddleia
- 1988: Wie der Löwe den Igel gesund gemacht hat

Das vom Südwestrundfunk 2003 unter seiner Regie produzierte Hörfunk-Feature Deine Lügen starben nicht ...  – Die Abrechnung des Niklas Frank (Autor: Thomas Gaevert) wurde als ARD-Beitrag für den Prix Europa 2004 nominiert und im Wettbewerb auf Platz 6 der zehn besten europäischen Hörfunkproduktionen gewählt.

## Werk (Auswahl)
– sofern nicht anders vermerkt, jeweils Beteiligung als Sprecher –

### Hörspiele
- Gerlind Reinshagen: Leben und Tod der Marilyn Monroe, SDR 1971
- Ror Wolf: Die heiße Luft der Spiele, SDR 1972
- Patricia Highsmith: Der Killer, SDR 1973
- Elfriede Jelinek: Die Bienenkönige, SDR/RIAS 1976
- Reinhard Lettau: Frühstücksgespräche in Miami, SDR/HR/WDR 1978
- Rodney David Wingfield: Die Todesfalle, SDR 1978
- Patrick Hamilton: Erpressung, SDR 1983
- Dagmar Scherf: Himbeeren in Buddleia, SDR 1985 – Regie
- Rieke Müller-Kaldenberg nach Eva Polak: Wie der Löwe den Igel gesund gemacht hat, SDR 1988 – Regie
- Michael F. Flynn: Eifelheim, SDR 1991
- J. R. R. Tolkien: Der Herr der Ringe, SWF/WDR 1991
- Douglas Adams: Per Anhalter ins All, SWF/BR 1991
- Arthur Koestler: Sonnenfinsternis, HR/MDR 1992
- Hans Bemmann: Stein und Flöte, SDR/HR 1995
- Hans Pille: Der Mann im Stausee, SDR 1996 – auch Regie
- Erich Maria Remarque: Arc de Triomphe, DLR 1996
- Dashiell Hammett: Der Fluch des Hauses Dain, SWF/HR 1998
- Vladimir Pozner: Tolstois Tod, SWR 2000

### Hörbücher
- Max von der Grün: Vorstadt-Krokodile, Stuttgart 1979
- Elias Canetti: Die gerettete Zunge, Stuttgart 1979
- Iwan Turgenjew: Erste Liebe, Murrhardt 1980
- Utta Keppler: Kepler reitet nach Regensburg, Murrhardt 1980
- Golo Mann: Wallenstein. Sein Leben, Stuttgart 1986
- Patrick Süskind: Das Parfum, Stuttgart 1986
- Sebastian Haffner: Anmerkungen zu Hitler, Stuttgart 1987
- Roald Dahl: Danny oder Die Fasanenjagd, Stuttgart 1987
- Hans Jonas: Das Prinzip Verantwortung, Stuttgart ca. 1988
- Jean C. Roché, Eckart Pott: Vogelstimmen in Wald, Park und Garten. Rufe und Gesänge. 80 Vogelstimmen, Stuttgart 1988
- Jean C. Roché, Eckart Pott: Vogelstimmen an Bach und Weiher. Rufe und Gesänge. 75 Vogelstimmen, Stuttgart 1988
- Jean C. Roché, Theodor Mebs: Die Stimmen der Greifvögel und Eulen Europas. Rufe und Gesänge, Stuttgart 1989
- Anton Tschechow: Steppe. Die Geschichte einer Reise, Stuttgart 1998
- Georges Simenon: Zum Weißen Ross, 2003
- Thich Nhat Hanh: Fünf Wege zum Glück, Berlin 2006
- Dalai Lama: Das Meer der Weisheit, Berlin 2007
- Joseph Ratzinger: Jesus von Nazareth, Stuttgart 2007
- Jostein Gaarder: Der Geschichtenverkäufer, Stuttgart 2007
- Anthony DeMello: Zeiten des Glücks. Geschichten für Herz und Seele, Stuttgart 2008

### Hörfunk-Features (Regie)
- 2001: Teurer prachtvoller Old Shatterhand! – Marie Hannes und Karl May  –  Autor: Thomas Gaevert
- 2002: Die Erde dreht sich links herum! –  Science-Fiction in der DDR –  Autor: Thomas Gaevert
- 2003:  Deine Lügen starben nicht...  – Die Abrechnung des Niklas Frank –  Autor: Thomas Gaevert
- 2004: In die fremde Heimat – Geschichte und Vision des Hermann Blumenau –  Autor: Thomas Gaevert
- 2006: Ich kriegte es nicht raus – Berichte aus der Welt der Autisten –  Autor: Thomas Gaevert
- 2006: Schiefe Gedanken von Martiern, Menschen und Ameisen – Die phantastischen Welten des Kurd Laßwitz –  Autor: Thomas Gaevert

### Fernsehdokumentationen (Auswahl)
- 1990/1995: Geheimnisvolle Welt – Streifzüge durch das Mittelalter (BBC/SDR, fünfteilig)
- 1993: Stalin
- 1997: Die große Flut (Noah's Flood)
- 2000: ZDF-Expedition: Atlantis – Das ewige Rätsel
- 2004: Auf dünnem Eis
- 2004: Tauchfahrt in die Vergangenheit – Das Bermuda-Dreieck
- 2005: Wartburg – Festung der Wildnis
- 2006: Finnland – Bären, Elche, Riesenmarder
- 2007: Die eilende Zeit
- 2007: Auf der Spur der Küstenwölfe
- 2007: Izbica – Drehkreuz des Todes
- 2009: Expedition Humboldt – Ein deutsches Genie in Lateinamerika
- 2009: Kroatien – Naturparadies zwischen Donau und Adria
- 2009: Kluge Pflanzen
- 2010: Das kreative Universum
- 2010: Bama, der Gorillamann – Abenteuer in Kamerun
- 2010: Terra X: Tod am Keltenhof – Der Fürst vom Glauberg
- 2010: Terra X: Kampf um die Ostsee – Das Wrack der Hedvig Sophia
- 2010: Lachsfieber
- 2010: Insel im Sturm – Helgoland
- 2010: Schatten des Todes – Die Geschichte der Seuchen (BR, sechsteilig)
- 2011: Der Pakt mit dem Panda
- 2012: Erlebnis Erde: Waschbären – Einwanderer aus Wildwest
- 2013: Superhirn im Federkleid – Kluge Vögel im Duell
- 2016: Faszination Anne-Sophie Mutter